# Jeńcy japońscy w czasie II wojny światowej

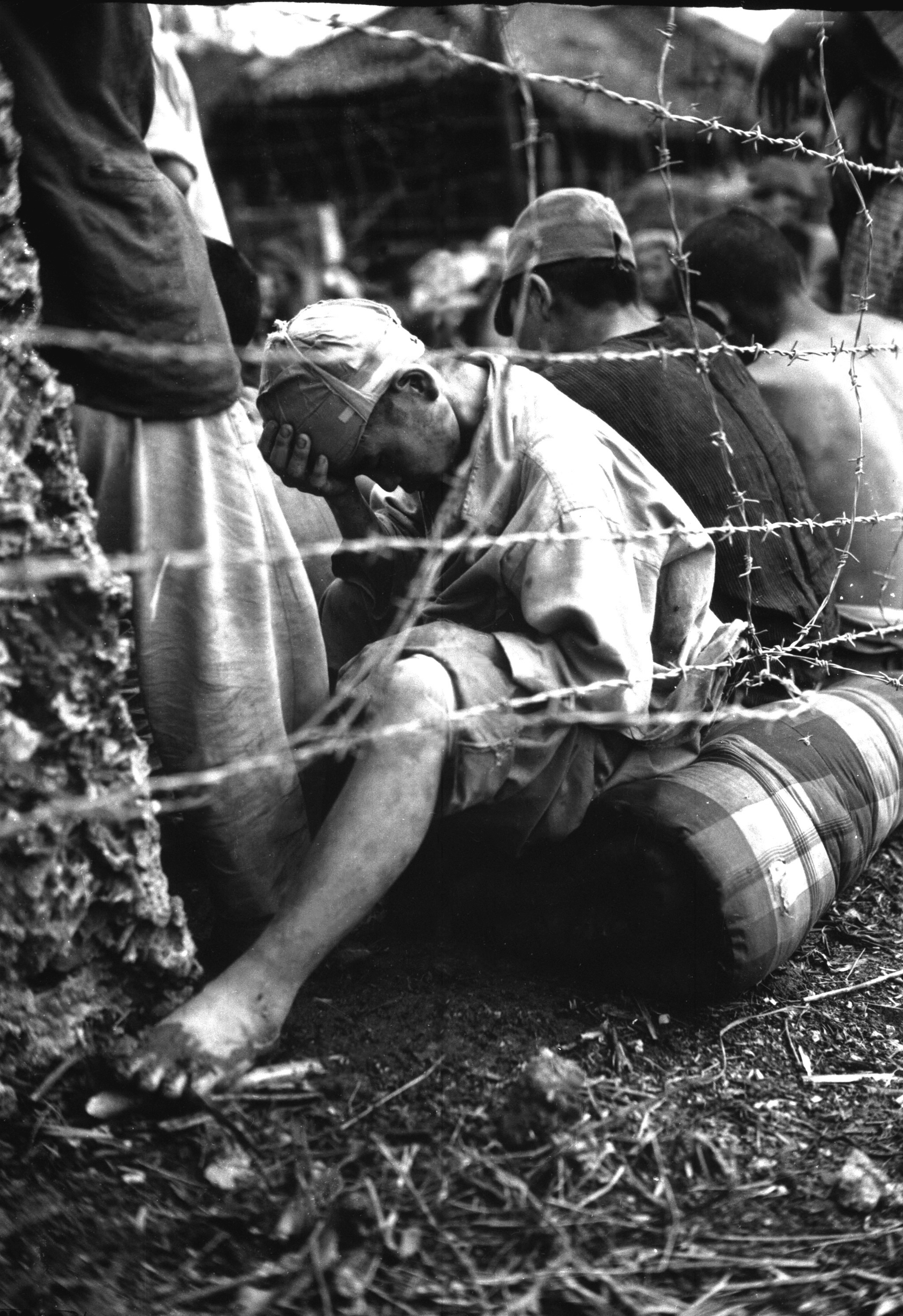
Grupa Japończyków wziętych do niewoli na Okinawie w 1945 roku

Jeńcy japońscy w czasie II wojny światowej – określenie odnoszące się do członków japońskich sił zbrojnych, którzy poddali się – głównie siłom alianckim – od momentu ataku na Pearl Harbor do zakończenia działań zbrojnych na Pacyfiku we wrześniu 1945 roku. Szacuje się, że do niewoli zachodnich aliantów w trakcie działań wojennych trafiło około 50 tys. jeńców, a do niewoli radzieckiej ponad 500 tys. Fakt, że liczba poddających się zachodnim aliantom żołnierzy była dość niska, wynikał w dużej mierze z indoktrynacji, której władze wojskowe poddawały swoich podwładnych, każąc im bić się aż do śmierci. Poza tym alianci nie byli skorzy do brania jeńców, a wielu żołnierzy japońskich było przekonanych, że ci, którzy się poddadzą i tak zostaną przez nieprzyjaciół zgładzeni.
Rządy krajów zachodnich i wysocy dowódcy wojskowi zachodnich sił alianckich nakazywali traktowanie japońskich jeńców zgodnie z odpowiednimi konwencjami prawa międzynarodowego. W praktyce jednak żołnierze frontowi niechętnie akceptowali poddawanie się żołnierzy japońskich, po części z powodu informacji o zbrodniach wojennych popełnianych przez Japończyków na jeńcach alianckich, a po części z powodu dość częstego symulowania przez żołnierzy japońskich zamiaru poddania się, a następnie po zbliżeniu się do przeciwnika dokonywania samobójczego ataku na zaskoczonych żołnierzy alianckich. Pewne znaczenie miał też rasistowski stosunek do Azjatów. Akcja podjęta w roku 1944, mająca na celu zachęcanie żołnierzy do brania jeńców, odniosła pewien sukces, dzięki czemu w schyłkowym okresie wojny liczba Japończyków branych do niewoli sukcesywnie rosła.
Niektórzy jeńcy japońscy wierzyli, że poddając się, zrywają wszelkie więzi łączące ich do tej pory z ojczyzną, co paradoksalnie prowadziło do tego, że chętnie współpracowali z wywiadem alianckim. Wzięci do niewoli przez aliantów zachodnich i przetrzymywani w obozach w Australii, Nowej Zelandii, Indiach i Stanach Zjednoczonych, byli generalnie dobrze traktowani. Ci natomiast, którzy dostali się do niewoli radzieckiej, trafiali do obozów pracy przymusowej na Syberii. Po wojnie jeńców repatriowano do Japonii, chociaż w USA i Wielkiej Brytanii przetrzymywano tysiące z nich do 1946, a nawet do 1947 roku, zaś Związek Radziecki zwolnił tych, którzy przeżyli, dopiero w latach 50.

## Podejście japońskie

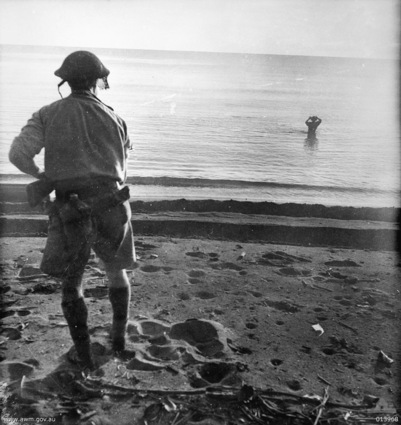
Stojący w wodzie Japończyk nie odpowie na wezwanie do poddania się; za chwilę rozerwie się granatem. Nowa Gwinea, 18 grudnia 1942

W latach 20. i 30. XX wieku Cesarska Armia Japońska wypracowała swoisty kodeks honorowy, który wymagał od żołnierzy, by nie poddawali się, tylko walczyli do końca. Było to odzwierciedleniem praktyk stosowanych w japońskiej sztuce walki od średniowiecza. W okresie Meiji władze japońskie przyjęły zachodni sposób traktowania jeńców; w rezultacie po zakończeniu wojny rosyjsko-japońskiej tylko kilku oficerów, którzy skapitulowali, zostało za to ukaranych. Żołnierze wzięci do niewoli przez wojska japońskie podczas I wojny chińsko-japońskiej i I wojny światowej również byli traktowani według międzynarodowych norm. Natomiast po zakończeniu Wielkiej Wojny stosunek do kwestii poddawania się zaczął się zmieniać. Wprawdzie Japonia podpisała konwencję genewską z roku 1929 zawierającą rozdział o traktowaniu jeńców wojennych, ale jej nie ratyfikowała, tłumacząc, że kapitulacja jest niezgodna z duchem japońskiej armii. Takie podejście zaowocowało indoktrynacją młodych ludzi i wprowadzeniem w życie zasady gyokusai – obowiązku walki do końca.
Podejście japońskich wojskowych do tej sprawy uregulował Kodeks Służby Polowej (Senjinkun) z roku 1941, który zawierał sformułowanie: „nie dać się wziąć przez nieprzyjaciela żywcem”, co oznaczało obowiązek popełnienia samobójstwa nawet w przypadku dostania się do niewoli. Dokument ten miał na celu unormowanie standardów postępowania żołnierzy japońskich i wzmacniał dyscyplinę w armii; otrzymywał go każdy nowo powołany do służby szeregowiec. Kodeksowi Senjinkun towarzyszyła szeroka akcja propagandowa na rzecz uznania za bohaterów tych, którzy zginęli na polu bitwy, zamiast się poddać. Japońska Cesarska Marynarka Wojenna nie wydała wprawdzie dokumentu będącego odpowiednikiem Senjinkun, niemniej od personelu marynarki oczekiwano identycznego podejścia. Większości członków japońskich sił zbrojnych wmawiano, że po wzięciu do niewoli przez aliantów zostaną poddani torturom i/lub zamordowani.

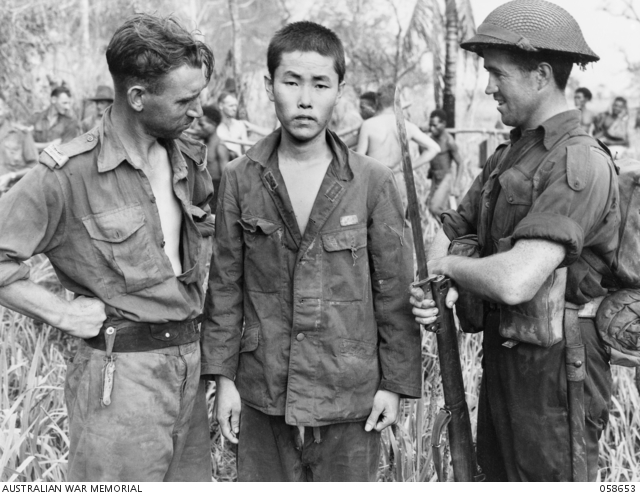
Dwaj Australijczycy z japońskim jeńcem na Nowej Gwinei (1943)

W roku 1940 zmodyfikowano też regulamin armii, zastępując punkt mówiący o tym, że ciężko ranni żołnierze w szpitalach polowych są pod ochroną Czerwonego Krzyża zgodnie z konwencją z roku 1864, innym punktem, gdzie podstawowym obowiązkiem rannego było nie dać się wziąć żywcem. W czasie wojny skutkowało to bądź zabijaniem rannych przez personel medyczny, bądź też wręczaniem im granatów, by popełnili samobójstwo. Oto fragment tekstu Kodeksu, powtórzony później, niemal słowo w słowo, przez Instrukcję dla żołnierzy wydaną przez kancelarię premiera Hideki Tōjō:

Ci, którzy odczuwają wstyd, są słabi. Zawsze miej na uwadze honor swego otoczenia i bądź dlań przykładem. Zwiększ swoje wysiłki i bądź gotów wykonać to, czego się po tobie spodziewają. Nigdy nie zaznaj wstydu oddania się do niewoli. Ginąc w boju, unikniesz plamy na honorze.

Jak zauważa Max Hastings, mimo wątpliwości niektórych karnistów, czy wprowadzenie zasad Senjinkun jako obowiązkowych dla każdego żołnierza było legalne, dokument został zaakceptowany, bo odzwierciedlał japońskie normy socjalne; miał ogromny wpływ zarówno na żołnierzy, jak i cywilów. W roku 1942 dowództwo armii wprowadziło przepis, zgodnie z którym oficer oddający w niewolę podległych mu żołnierzy może zostać skazany na sześć miesięcy więzienia niezależnie od okoliczności, w jakich doszło do poddania. Mało kto zwrócił na ten przepis uwagę, bowiem Senjinkun przewidywał znacznie ostrzejsze kary i silniej oddziaływał na morale Japończyków, a wywołane tym podejście do kwestii poddania się odbijało się na losach żołnierzy alianckich wziętych do niewoli.
Nie wszyscy wojskowi japońscy stosowali się do nakazów Senjinkun. Ci, którzy zdecydowali się poddać, robili tak z wielu powodów, jak na przykład niewiara w to, że samobójstwo jest czymś właściwym, obawa o własne życie, niechęć do oficerów, czy też aliancka propaganda obiecująca dobre traktowanie w niewoli. Analiza treści pamiętników żołnierzy japońskich, jakiej dokonał Richard Aldrich z Nottingham University, wykazała, że uznawanie wszystkich za fanatycznie oddanych cesarzowi i zasadom kodeksu „Bushidō” jest nie do końca właściwe. W ostatnich latach wojny morale żołnierzy japońskich obniżało się, co było skutkiem alianckich zwycięstw, a prowadziło do wzrostu liczby tych, którzy gotowi byli złożyć broń.

## Podejście alianckie

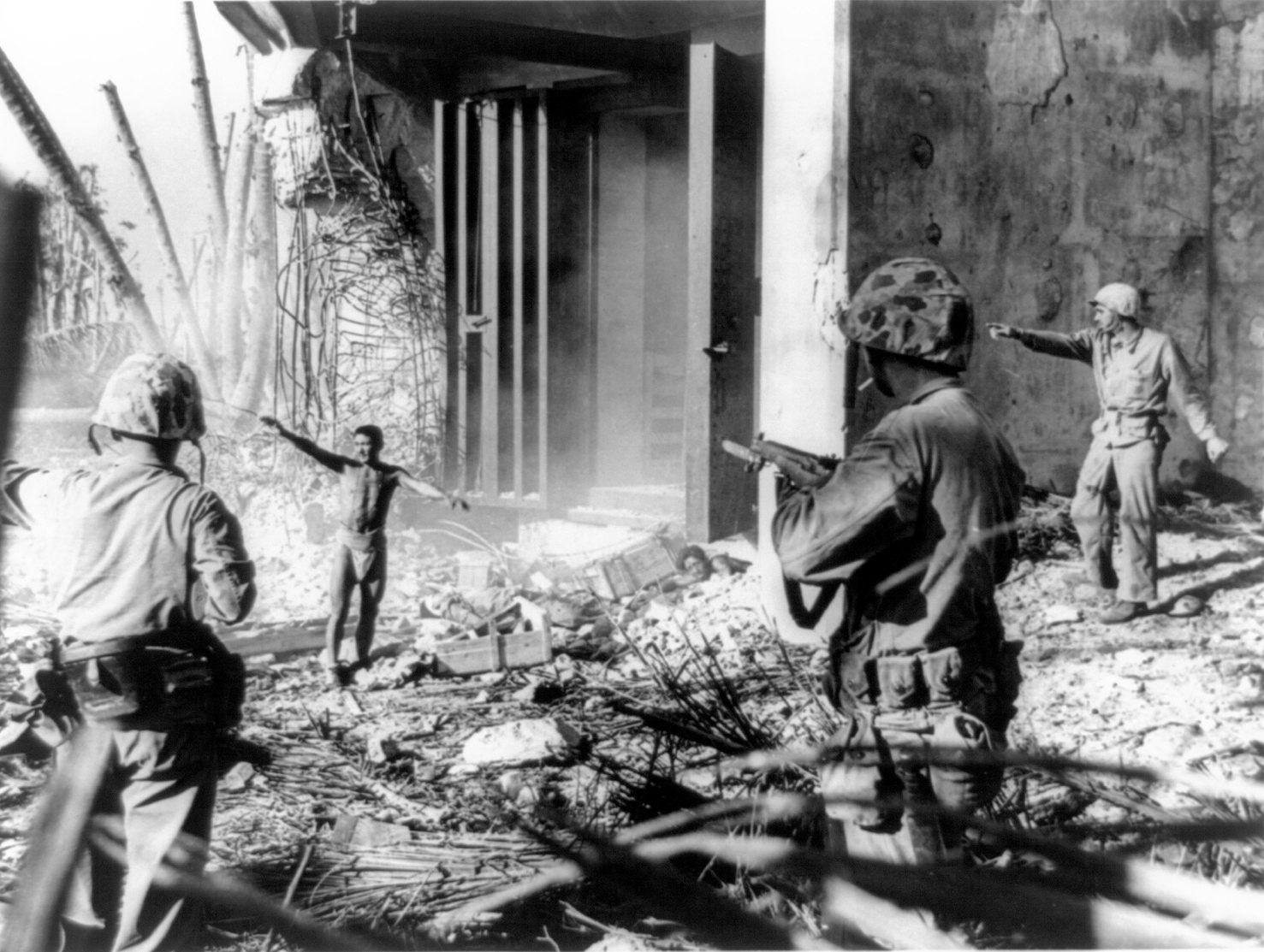
Japończyk poddający się Amerykanom na Wyspach Marshalla (Roi-Namur) w styczniu 1944

Początkowo alianci zachodni zamierzali traktować wziętych do niewoli Japończyków zgodnie z konwencjami międzynarodowymi. W grudniu 1941 roku, krótko po rozpoczęciu działań zbrojnych na Pacyfiku, rządy brytyjski i amerykański zwróciły się za pośrednictwem Szwajcarii do władz japońskich, pytając, czy Japonia będzie przestrzegać konwencji genewskiej z 1929 roku. Rząd japoński odpowiedział tą samą drogą, że wprawdzie nie ratyfikował konwencji, ale mimo to Japonia będzie traktować jeńców zgodnie z jej zapisem. Rzeczywistość okazała się zupełnie inna. Gdy alianci zgodnie z wymogami konwencji podali rządowi japońskiemu dane personalne jeńców, ten nie przekazał tych informacji rodzinom schwytanych, trzymając się zasady, że „japoński żołnierz się nie poddaje”.
Na początku wojny z Japonią żołnierze alianccy nie byli zainteresowani braniem jeńców. W ciągu pierwszych dwóch lat trwania konfliktu wojska amerykańskie były temu generalnie przeciwne, na co składały się rasistowski sposób myślenia, złość wywołana podstępnym atakiem na Pearl Harbor i doniesienia o zbrodniach dokonywanych przez Japończyków. Podobne było nastawienie Australijczyków, zwłaszcza marynarzy, których sposób myślenia oddaje następujący zapis:

Japończycy nie okazywali łaski w czasie, kiedy odnosili zwycięstwa i okupowali tereny Azji i Pacyfiku, mordując zarówno żołnierzy, jak i cywilów; w ten sposób stali się nieludzkimi bestiami, które należy wyeliminować niezależnie od okoliczności.

Powszechnie znane były przypadki zakładania przez Japończyków pułapek minowych pod ciałami poległych i rannych kolegów, a także udawanie chęci poddania się, by wciągnąć alianckich żołnierzy w zasadzkę, co nie ułatwiało zmiany stanowiska, szczególnie w ferworze pola bitwy. Alianccy żołnierze uważali, że przeciwnicy nie mają zamiaru się poddawać, a każdą próbę traktowali jak oszustwo; w australijskiej szkole sztuki walki w dżungli uczono słuchaczy, by zabijali każdego poddającego się Japończyka, który nie podniesie natychmiast rąk do góry. W niektórych przypadkach poddający się żołnierz japoński był zabijany od razu lub w drodze do obozu jenieckiego, a pretekstem (czy też prawdziwą przyczyną) był jeden nieostrożny ruch. W walce w dżungli, gdzie odległość między przeciwnikami była z reguły niewielka, żołnierze alianccy trzymali się zasady „najpierw strzelaj, pytaj później”.

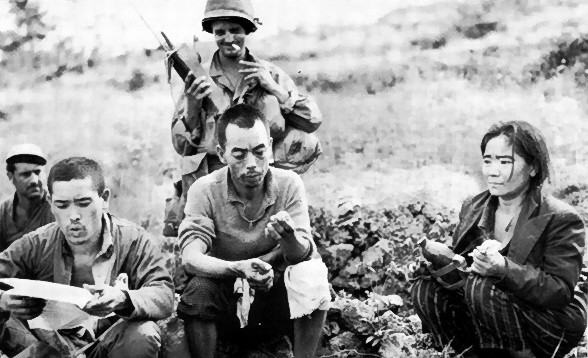
Dwaj japońscy żołnierze wzięci do niewoli (ten po lewej czyta ulotkę agitacyjną) i mieszkanka Okinawy

Mimo takich zachowań dowództwo alianckie czyniło systematycznie wysiłki mające na celu przekonanie żołnierzy do brania Japończyków do niewoli. Przy każdej dywizji US Army istniał zespół złożony z Amerykanów japońskiego pochodzenia mający m.in. za zadanie nakłanianie żołnierzy przeciwnika do kapitulacji. Siły alianckie prowadziły natężoną walkę psychologiczną mającą obniżyć morale wojsk japońskich i zachęcać je do złożenia broni. Służyło temu zrzucanie na obszary zajmowane przez Japończyków ulotek z treścią konwencji genewskiej i „przepustek” dla chcących się poddać. Kampanię tę jednak torpedowali swym zachowaniem żołnierze w polu. W końcu, w maju 1944 roku, dowódcy US Army zaczęli wprowadzać program edukacyjny, mający zmienić sposób zachowania się żołnierzy frontowych. W programie tym kładziono nacisk na dane wywiadowcze, jakie można byłoby uzyskać od poddających się, a także na własną korzyść żołnierza, jeśli przeciwnik zacznie wybierać życie zamiast śmierci. Akcja ta częściowo powiodła się, a jej rezultatem była większa liczba branych jeńców. Żołnierz będący świadkiem kapitulacji Japończyków sam nabierał ochoty na branie jeńców. Propaganda aliancka oraz demoralizacja spowodowana słabnącą siłą odporną Japonii również wpływały na wzrost liczby poddających się lub dezerterujących Japończyków, jednak nawet większość z tych, którzy się poddali, nie wierzyła w poprawne traktowanie jeńców, spodziewając się, że zostaną zabici.

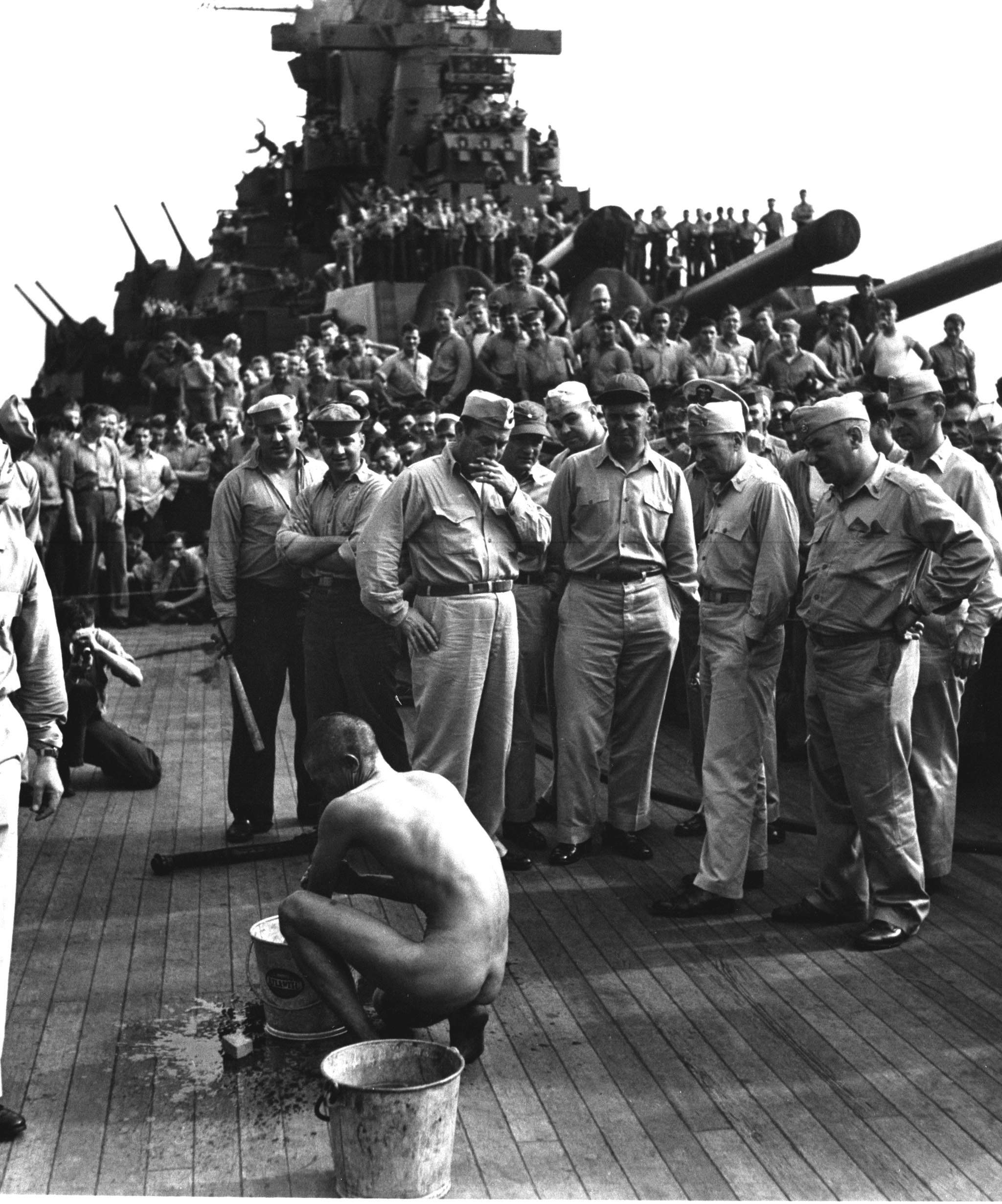
Jeniec japoński zmuszony do publicznego mycia się na pokładzie USS „New Jersey”, grudzień 1944

Rozbitkowie ze statków zatopionych przez alianckie okręty podwodne zazwyczaj odmawiali poddania się, w rezultacie jeńców musiano brać siłą. Okręty podwodne US Navy otrzymywały czasem rozkaz dostarczenia wybranych jeńców (tj. oficerów i radiotelegrafistów) dla potrzeb wywiadu; w tym celu formowano nawet specjalne zespoły z członków załóg. Generalnie jednak alianccy podwodniacy nie zaprzątali sobie głowy braniem jeńców, więc liczba ujętych przez nich Japończyków była stosunkowo niewielka. Okręty podwodne przeważnie brały jeńców pod koniec odbywanego patrolu, by uniknąć konieczności pilnowania ich przez dłuższy czas. W pewnej liczbie przypadków podwodniacy z rozmysłem rozstrzeliwali rozbitków. Podczas procesu norymberskiego admirał Chester Nimitz, zeznający korespondencyjnie jako świadek w sprawie admirała Karla Dönitza, przyznał, że podczas wojny na Pacyfiku amerykańskie okręty podwodne „z zasady nie ratowały rozbitków nieprzyjaciela”.
Podobnie zachowywali się alianccy lotnicy. Po bitwie na Morzu Bismarcka w marcu 1943 roku na wyraźny rozkaz dowództwa samoloty RAAF ostrzeliwały z lotu koszącego łodzie i tratwy ratunkowe pełne ludzi. Japończycy widzieli jedyny ratunek w wodzie, ale i tam dosięgały ich pociski, na rannych polowały zaś zwabione zapachem krwi rekiny. Historyk i kronikarz wojny na Pacyfiku opisywał to tak:

...samoloty i kutry torpedowe przystąpiły do obrzydliwego zadania rozstrzeliwania rozbitków w łodziach, na tratwach i pływających szczątkach. Myśliwce bezlitośnie atakowały wszystko, co utrzymywało się na wodzie... kutry skierowały swoje działka na trzy łodzie i obrzuciły je bombami głębinowymi. Wszystkie trzy, z ponad setką żołnierzy na pokładach, zatonęły. Było to makabryczne zadanie, ale konieczne z wojskowego punktu widzenia, gdyż japońscy żołnierze nie poddawali się, a nie można było dopuścić, żeby dotarli do brzegu.

Żołnierze alianccy zabijali żołnierzy japońskich do samego końca wojny, zwykle nie zważając na to, czy chcą się poddać czy nie. Prawdopodobnie znacznie więcej japońskich żołnierzy poddałoby się, gdyby nie przekonanie, że i tak zostaną zabici. Obawa przed śmiercią po kapitulacji była jednym z głównych czynników, jakie powodowały, że żołnierze japońscy woleli ginąć w walce, co potwierdzało amerykańskie Biuro Informacji Wojennej, pisząc, że było to ważniejsze od obawy przed utratą honoru czy pragnienia oddania życia dla Japonii i cesarza. Przypadki zabijania żołnierzy japońskich po podjęciu przez nich próby poddania się nie są udokumentowane, ale krążące na ten temat wśród Amerykanów pogłoski mogą świadczyć, że miało to miejsce.

## Liczba jeńców wojennych

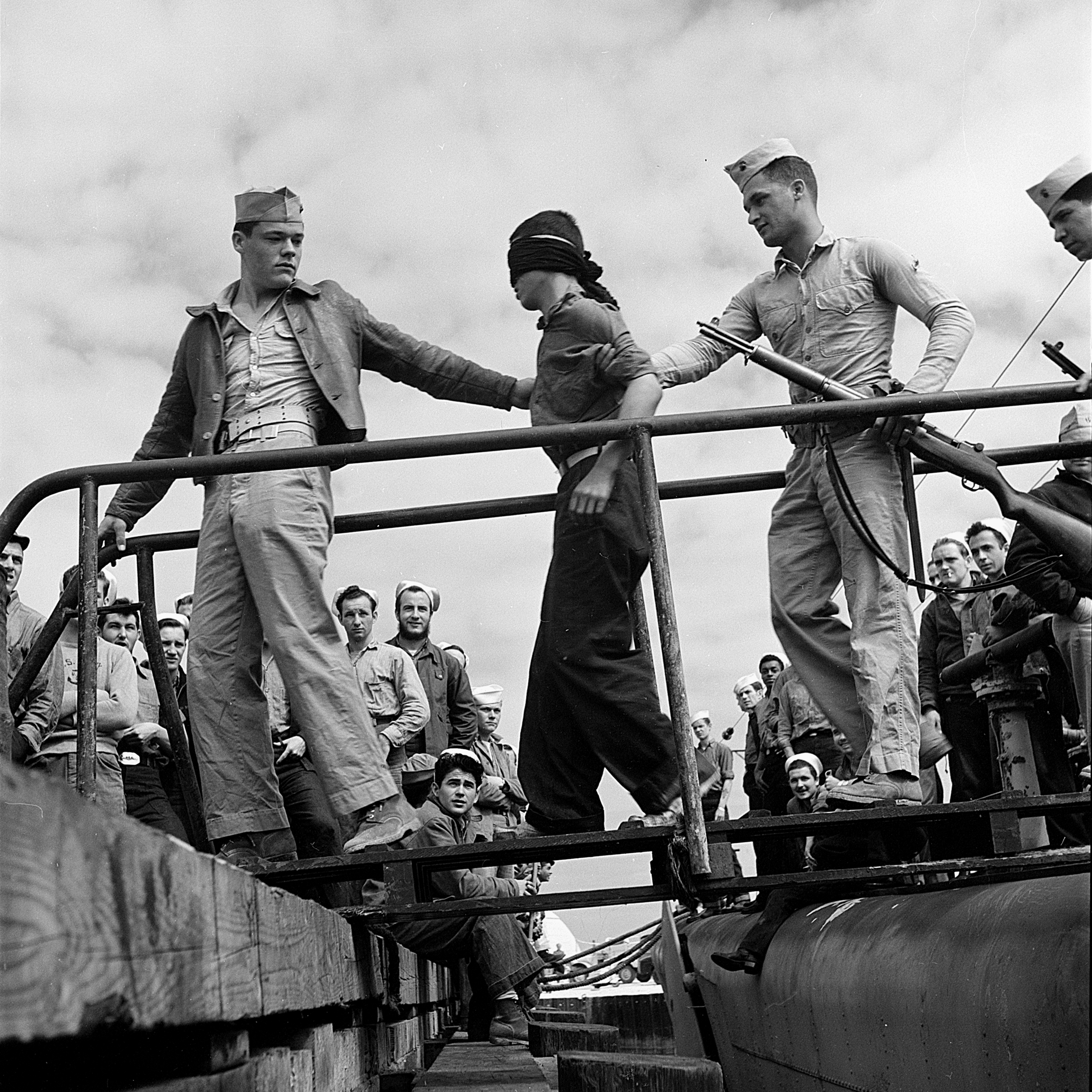
Japoński jeniec sprowadzany z amerykańskiego okrętu podwodnego w maju 1945

Szacunkowe dane na temat liczby Japończyków wziętych do niewoli w czasie działań wojennych są dość zróżnicowane. Japoński historyk Ikuhiko Hata uważa, że do niewoli oddało się przed zakończeniem działań 50 tys. żołnierzy. Biuro Informacyjne Jeńców Wojennych rządu japońskiego wymienia dokładną liczbę 42 543 takich żołnierzy, czego trzyma się również Niall Ferguson, który wyjaśnia, że dotyczy to jeńców wziętych przez Amerykanów i Australijczyków. Z kolei Ulrich Straus podaje, że siły alianckie i chińskie wzięły do niewoli około 35 tys. Japończyków, a Alison Gilmore przypuszcza, że siły alianckie wzięły do niewoli na obszarze południowo-zachodniego Pacyfiku co najmniej 19,5 tys. członków japońskich sił zbrojnych.
W związku z tym, że siły japońskie w Chinach znajdowały się niemal nieustannie w ofensywie i odnotowywały stosunkowo niewielkie straty, w ręce Chińczyków przed sierpniem 1945 roku dostało się niewielu jeńców. Przypuszczalnie w chwili zakończenia wojny nacjonalistyczne i komunistyczne siły chińskie miały łącznie około 8300 jeńców japońskich. Warunki, w jakich byli przetrzymywani, z reguły nie odpowiadały wymogom prawa międzynarodowego, a władze japońskie nie przejawiały troski o ich los, były natomiast zainteresowane doniesieniami o trzystu jeńcach, którzy poszli na współpracę z komunistami i byli wykorzystywani do szerzenia antyjapońskiej propagandy.
Rząd Japonii szukał sposobów ukrycia informacji o jeńcach. 27 grudnia 1941 roku przy Ministerstwie Armii utworzone zostało Biuro Informacyjne Jeńców Wojennych, a jego zadaniem było zawiadywanie informacjami na temat ujętych przez nieprzyjaciół członków japońskich sił zbrojnych. Biuro zbierało informacje alianckie otrzymywane za pośrednictwem Czerwonego Krzyża, ale nie przekazywało ich rodzinom. W odpowiedzi na listy krewnych z pytaniami o jeńców, instytucja odpowiadała ogólnikowo, nie potwierdzając, ani nie zaprzeczając faktu dostania się do niewoli. Wprawdzie rolą Biura była również obsługa wymiany korespondencji między jeńcem a jego rodziną, jednak nic takiego nie miało miejsca i zaledwie kilku jeńcom udało się wysłać list do swych bliskich. Brak kontaktu z rodzinami potwierdzał odczucia uwięzionych, że stracili kontakt ze społeczeństwem japońskim.

## Współpraca z wywiadem

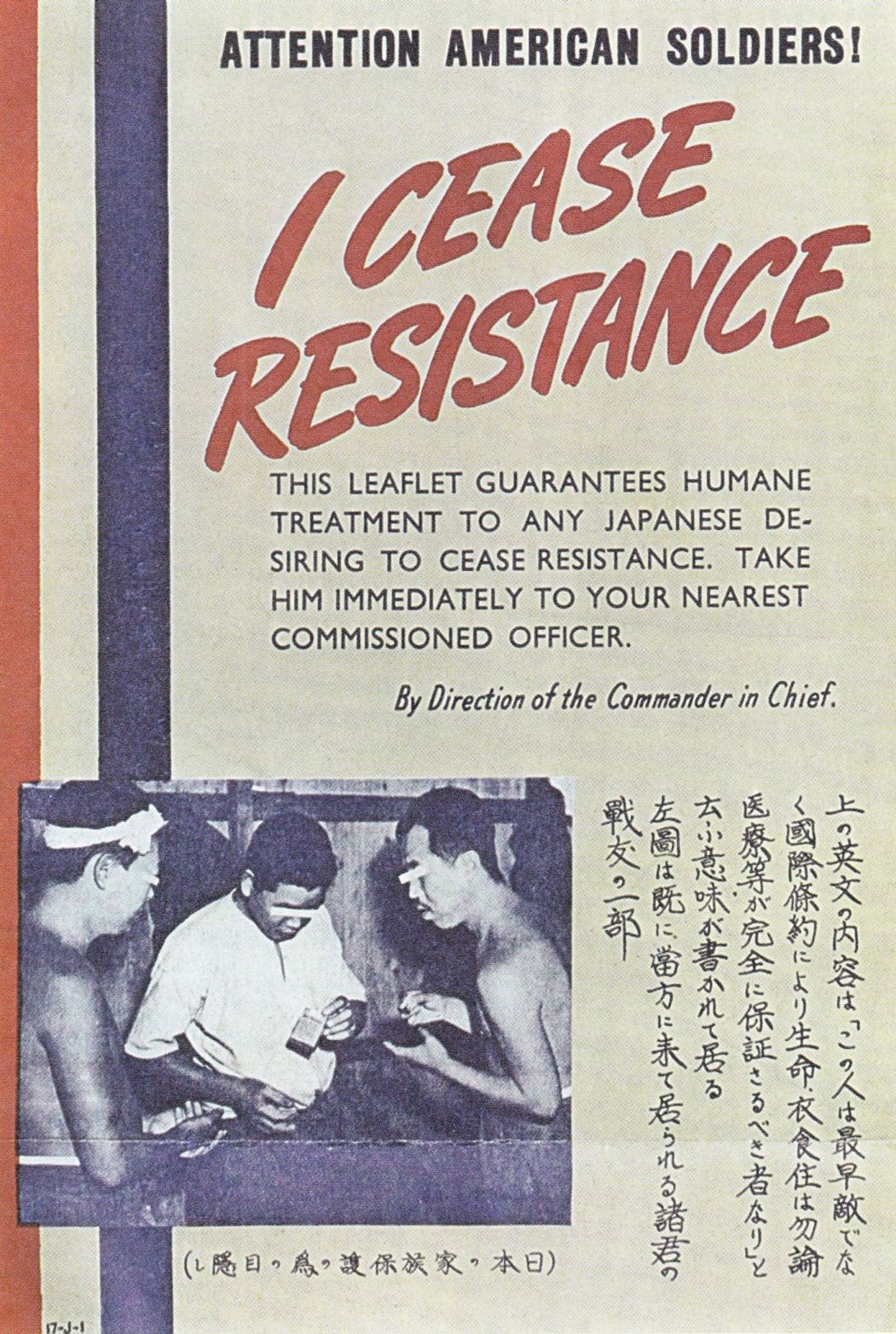
Amerykańska ulotka-przepustka dla Japończyka chcącego się poddać

Alianci zdobyli od jeńców japońskich sporą ilość informacji wywiadowczych. Przekonani, że poddając się zerwali wszystkie więzy z ojczyzną, wzięci do niewoli Japończycy chętnie udzielali przesłuchującym informacji na temat japońskich sił zbrojnych. Początkowo australijscy i amerykańscy oficerowie byli w większości pewni, że wyciągnięcie z ujętych Japończyków jakichkolwiek informacji o znaczeniu militarnym jest prawie niemożliwe, co skutkowało niechętnym stosunkiem do brania ich do niewoli. Okazało się to jednak nieprawdą – jeńcy bez przymusu dzielili się posiadaną wiedzą. Niewielu Japończyków znało zapisy konwencji genewskiej i przywilej odmowy odpowiadania na pytania. Co więcej, jeńcy czuli, że poddając się tracą wszelkie przysługujące im prawa. Wykorzystywali możliwość rozmowy z mówiącymi po japońsku Amerykanami i uważali, że winni odpłacić czymś za strawę, ubrania i świadczenia medyczne otrzymane w niewoli, skutkiem czego byli prawdomówni i skorzy do współpracy. Oficerowie alianccy, uznawszy posiadane informacje na temat sił japońskich za przesadzone, wypytywali jeńców o szczegóły, uzyskując pozytywne wyniki. Wartość tych danych wywiadowczych zdecydowanie przerastała koszt utrzymywania obozów jenieckich.
W czasie pobytu w niewoli jeńcy japońscy byli przesłuchiwani wielokrotnie. Pierwszymi przesłuchującymi byli oficerowie batalionu lub pułku, który wziął ich do niewoli, a pytania dotyczyły danego odcinka frontu. Zaraz potem trafiali na tyły, gdzie przesłuchiwali ich przedstawiciele wyższego dowództwa. Po raz ostatni przesłuchiwano ich w obozach jenieckich w Australii, Nowej Zelandii, w Indiach czy Stanach Zjednoczonych. Te indagacje musiały być bolesne i stresujące, ale siły nigdy nie stosowano, chociaż w jednym przypadku w dowództwie 40 Dywizji Piechoty rozważano, czy należy zaaplikować przesłuchiwanemu podoficerowi tiopental, lecz do wykonania tego nie doszło .
Niektórzy jeńcy odegrali ważną rolę, pomagając wojskowym alianckim w przygotowywaniu i realizacji ulotek i audycji propagandowych – ich zasługą była m.in. zmiana treści „ulotki-przepustki” skierowanej do tych żołnierzy, którzy gotowi byliby się poddać; zasugerowali, by słowa „poddaję się” (ang. I surrender) zastąpić lepiej brzmiącymi dla japońskiego ucha słowami „zaprzestaję oporu” (ang. I cease resistance) – a także w nakłanianiu kolegów-jeńców do współpracy ze zwycięzcami.

## Obozy jenieckie
Japończycy przetrzymywani w alianckich obozach jenieckich traktowani byli zgodnie z konwencją genewską. Rządy alianckie już przed rokiem 1943 wiedziały, że jeńcy schwytani przez Japończyków byli traktowani znacznie gorzej. Chcąc wymóc lepsze traktowanie tych jeńców, alianci podejmowali szereg wysiłków, by powiadomić władze japońskie, jak dobrze traktowani są ich obywatele w obozach. W związku z tym, że władze japońskie odmawiały uznania, że jeńcy japońscy istnieją, wysiłki te zakończyły się niepowodzeniem. Mimo to Japończycy w alianckich obozach byli traktowani poprawnie do końca wojny.
Większość Japończyków ujętych przez siły amerykańskie po wrześniu 1942 roku była przekazywana Australii i Nowej Zelandii. W zamian Stany Zjednoczone wspomagały te kraje w ramach programu Lend-Lease, by pokryć koszty utrzymania jeńców i ich repatriacji do Japonii po wojnie. Jeńcy wzięci na środkowym Pacyfiku oraz tacy, których uważano za cennych ze względów wywiadowczych, byli kierowani do obozów na terenie USA.

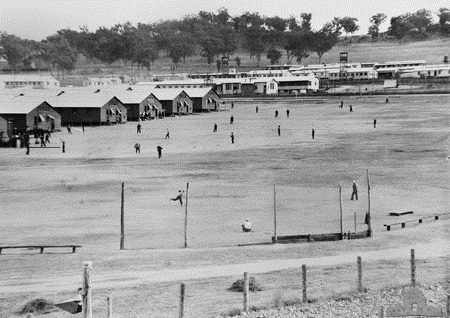
Japońscy jeńcy grający w baseball kilka tygodni przed próbą masowej ucieczki z obozu w Cowra w Australii

Tych, którzy mogli posiadać jakąś wyjątkową wiedzę techniczną lub strategiczną, kierowano do specjalistycznych obozów w Fort Hunt Park w Wirginii bądź w Camp Tracy w Kalifornii. Po przybyciu do tych obozów jeńcy byli przesłuchiwani, a ich zeznania nagrywano i analizowano. Warunki w Camp Tracy naruszały wymogi konwencji genewskiej, na przykład w kwestii czasu przebywania na świeżym powietrzu, ale jeńcy ci cieszyli się pewnymi względami, otrzymując wysokiej jakości pożywienie i mając dostęp do sklepów, zaś same przesłuchania miały przebieg stosunkowo łagodny.
Jeńcy japońscy w większości potrafili dostosować się do życia w obozach i jedynie nieliczni próbowali uciekać, jakkolwiek miało miejsce kilka takich incydentów. 25 lutego 1943 jeńcy z obozu pod Featherston na Nowej Zelandii zastrajkowali w odpowiedzi na rozkaz udania się do pracy. Gdy zastępca komendanta obozu postrzelił jednego z przywódców strajku, protest przerodził się w zamieszki. Jeńcy rzucili się na strażników, którzy otworzyli ogień, zabijając 48 i raniąc 74 jeńców. Po tych zajściach warunki życia w obozie uległy stopniowej poprawie i do końca wojny między Japończykami a ich nowozelandzkimi strażnikami panowały dobre stosunki. Do znacznie poważniejszych wydarzeń doszło 5 sierpnia 1944 w Nowej Południowej Walii, gdzie podczas masowej próby ucieczki z obozu jenieckiego w Cowra zginęło 257 Japończyków i 4 Australijczyków. Do innych starć pomiędzy japońskimi jeńcami a strażnikami dochodziło w Camp McCoy w Wisconsin (maj 1944) i w obozie pod Bikaner w Indiach (1945), ale nie pociągnęły one za sobą strat w ludziach. W obozie Camp Paita na Nowej Kaledonii w styczniu 1944 roku 24 Japończyków popełniło samobójstwo w efekcie wykrycia ich próby ucieczki. Informacje o incydentach w Cowra i Featherston zostały w Japonii zatajone, ale rząd japoński wystosował protest do władz Australii i Nowej Zelandii. Był to jedyny przypadek oficjalnego przyznania przez władze japońskie, że niektórzy żołnierze ich kraju poddali się.
Alianci szeroko kolportowali zdjęcia jeńców w obozach, chcąc w ten sposób przekonać innych żołnierzy japońskich do poddania się. Praktykom tym sprzeciwił się w połowie 1943 roku generał MacArthur, twierdząc, że jest to naruszenie konwencji haskich z lat 1899–1907 i genewskich, a także że obawa przed rozpoznaniem może utwierdzać Japończyków w oporze. MacArthur zmienił swe stanowisko w grudniu tego samego roku, ale zezwolił na publikowanie jedynie tych zdjęć, które nie identyfikowały poszczególnych jeńców. Nakazał też, by zdjęcia dobierano tak, by „oddawały prawdę i stan faktyczny i nie mogły być uznane za spreparowane”.

## W niewoli radzieckiej
Setki tysięcy Japończyków – wojskowych i cywilów obojga płci – dostały się w ostatnich tygodniach wojny w ręce Armii Czerwonej. Związek Radziecki podał, że wziął do niewoli 594 000 żołnierzy, z czego 70 880 natychmiast zwolniono, ale naukowcy japońscy obliczają, że całkowita liczba była nie mniejsza niż 850 000.
Na konferencji jałtańskiej w lutym 1945 roku Stalin zobowiązał się do przystąpienia w dwa do trzech miesięcy po kapitulacji Niemiec do wojny z Japonią, w zamian za co otrzymał obietnicę m.in. utrzymania status quo w Mongolii Zewnętrznej, przywrócenia praw utraconych przez Rosję w 1904 roku dotyczących Południowego Sachalinu i Portu Arthur oraz przejęcia przez ZSRR Wysp Kurylskich. Japończycy obawiali się wprawdzie interwencji radzieckiej w Mandżurii, niemniej jednak byli zaskoczeni, gdy sześć tygodni po spotkaniu Wiaczesława Mołotowa z ambasadorem Naotake Satō, którego 29 maja uspokajał, że w Jałcie nie doszło do niczego, co miałoby niepokoić jego kraj, Moskwa ogłosiła zerwanie paktu neutralności z roku 1941.
W pierwszych miesiącach 1945 roku wielu mieszkańców intensywnie bombardowanych wysp japońskich szukało schronienia w Mandżurii, mając nadzieję, że tam będą bezpieczni. Morale Japończyków częściowo złamało zrzucenie przez Amerykanów bomb atomowych na Hiroszimę i Nagasaki. Ofensywa radziecka, rozpoczęta 8 sierpnia, nie natrafiła na silny opór; wojska radzieckie pokonały trasę około 2000 km i zniszczyły Armię Kwantuńską w zaledwie dwanaście dni, zagarniając w niewolę wszystkich Japończyków i współpracujących z nimi urzędników marionetkowego Mandżukuo. Ich straty własne to 13 061 żołnierzy i marynarzy zabitych, 24 425 rannych, a współdziałającą z nimi armię mongolską kosztowało to zaledwie 72 poległych i 125 rannych.
Inaczej niż w przypadku jeńców wziętych przez aliantów zachodnich, ludzie ci traktowani byli źle i ponad 60 tys. z nich zmarło z głodu, zimna i wycieńczenia. Jeńcy japońscy byli zmuszani do ciężkiej pracy – m.in. przy budowie Kolei Bajkalsko-Amurskiej, gdzie skierowano około 200 tys. z nich – przetrzymywani w prymitywnych warunkach bez odpowiedniego wyżywienia i pomocy medycznej w obozach na Syberii i w Mongolii. Warunki te nie odbiegały od tych, jakim poddawano jeńców niemieckich, jak również pozostałych więźniów obozów GUŁag-u w tamtych czasach. Ostatnia grupa około tysiąca jeńców japońskich została zwolniona z ZSRR w grudniu 1956 roku.

## Po wojnie

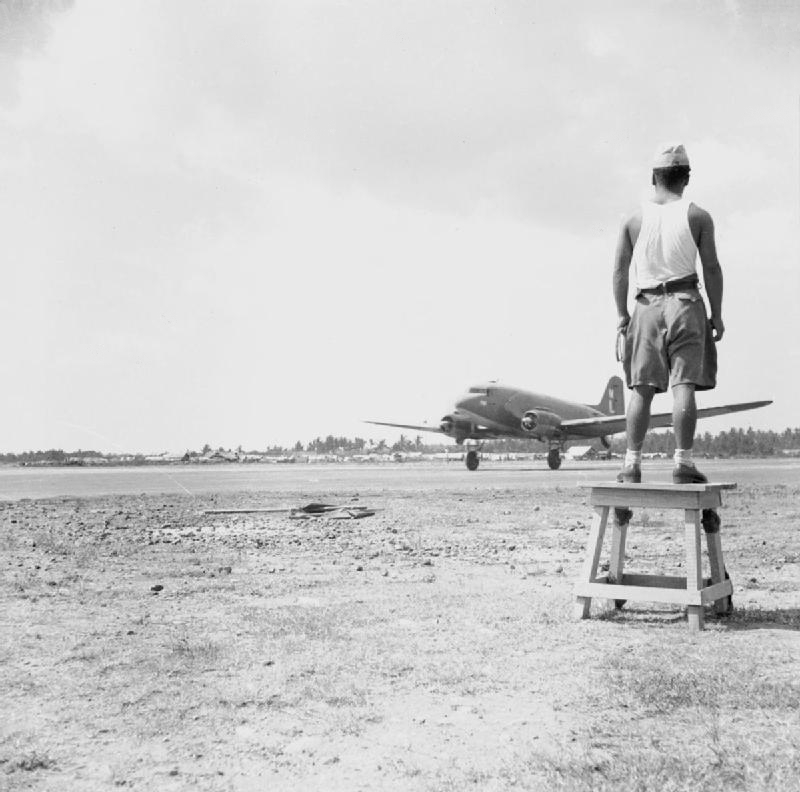
Japoński żołnierz obserwuje lądowanie brytyjskiego samolotu transportowego w Bandungu na Jawie w maju 1946

Wraz z ustaniem działań wojennych kapitulowały miliony wojskowych japońskich. Wojska chińskie i radzieckie wzięły do niewoli 2 miliony Japończyków, a alianci zachodni przyjęli kapitulację wielokrotnie większych sił w Japonii, Azji Południowo-Wschodniej i na obszarze południowo-zachodniego Pacyfiku. By zapobiec ewentualnemu oporowi, Cesarski Sztab Generalny wydał 23 sierpnia – wraz z rozkazem informującym o zakończeniu wojny – oświadczenie, że „żołnierze, którzy po ogłoszeniu Cesarskiego Reskryptu znajdą się pod kontrolą sił nieprzyjacielskich, nie będą traktowani jak jeńcy wojenni”. Wprawdzie działania te osiągnęły pożądany skutek, nie udało się jednak uniknąć starć i niesnasek pomiędzy tymi, którzy skapitulowali przed i po zakończeniu wojny. W większości przypadków kapitulujące oddziały nie były zamykane w obozach, lecz w miarę szybko po złożeniu broni odsyłane do ojczyzny.
Repatriacja niektórych jeńców była jednak przez władze alianckie odwlekana. Amerykanie przetrzymali do końca 1946 roku blisko 70 000 z nich na Filipinach, Okinawie, środkowym Pacyfiku i Hawajach, gdzie posłużono się nimi do likwidacji instalacji wojskowych. Brytyjczycy uczynili podobnie przetrzymując 113 500 z około 750 000 jeńców wziętych w Azji Południowo-Wschodniej; ostatni Japończycy ujęci w Birmie i na Malajach wrócili do Japonii w październiku 1947 roku. Brytyjczycy wykorzystali ponadto pewną liczbę nierozbrojonych żołnierzy japońskich do przywrócenia holenderskiego i francuskiego stanu posiadania w Indiach Wschodnich i Indochinach. Co najmniej 81 090 Japończyków zmarło na terenach okupowanych przez zachodnich aliantów i Chińczyków, nim zdołano ewakuować ich do domu. Historyk John W. Dower przypisuje te zgony „fatalnemu stanowi wyżywienia” oddziałów japońskich pod koniec wojny, a generał MacArthur za jedną z ważniejszych przyczyn wysokiej śmiertelności żołnierzy japońskich w Azji i na Filipinach uważał brak środków do zwalczania chorób tropikalnych.
Nacjonalistyczne (tj. kuomintangowskie) siły chińskie przyjęły kapitulację 1,2 miliona żołnierzy japońskich. Japończycy obawiali się represji, tymczasem traktowano ich wyjątkowo dobrze. Przyczyny należy szukać w tym, że nacjonalistom zależało na pozyskaniu jak największej ilości broni, jak również w chęci zapobieżenia zaangażowania się Japończyków po stronie komunistów, co tamci proponowali poddającym się, zachęcając do wstąpienia w ich szeregi. Wojska Czang Kaj-szeka zatrzymały ponad 50 tys. jeńców, głównie wysokiej klasy specjalistów, do drugiej połowy 1946 roku. Z kolei dziesiątki tysięcy jeńców japońskich służyły – nie zawsze z własnej woli – w armii komunistycznej i prawdopodobnie 60 tys. pozostawało w jej szeregach do kwietnia 1949 roku.